# باريسي نوفو
باريسي نوفو (بالبرتغالية: Pareci Novo‏)؛ بلدية في ولاية ريو غراندي دو سول في البرازيل. في عام 1992، اعتُمِدت بوصفها بلدية قائمة بذاتها، بعد أن أخرجت المنطقة من بلدية الجبل الأسود.